# Mistrzostwa Europy Juniorów w Saneczkarstwie 2015 (tory naturalne)
33. Mistrzostwa Europy Juniorów w Saneczkarstwie na torach naturalnych 2015 odbyły się w dniach 5 - 8 lutego w austriackim Oberperfuss. Rozegrane zostały trzy konkurencje: jedynki kobiet, jedynki mężczyzn oraz dwójki mężczyzn.
W jedynkach kobiet zwyciężyła Rosjanka Daria Małejewa, a wśród mężczyzn Austriak Dominik Kirchmair. W dwójkach triumfowali Aleksiej Martijanow i Nikita Tarasow z Rosji.

## Terminarz
| Data          | Miejscowość | Konkurencja      | Złoto                                      | Srebro                            | Brąz                                    |
| ------------- | ----------- | ---------------- | ------------------------------------------ | --------------------------------- | --------------------------------------- |
| 8 lutego 2015 | Oberperfuss | Jedynki kobiet   | Darija Malejewa                            | Sara Bachmann                     | Greta Pinggera                          |
| 8 lutego 2015 | Oberperfuss | Jedynki mężczyzn | Dominik Kirchmair                          | Aleksiej Martjanow                | Thomas Unterholzner                     |
| 8 lutego 2015 | Oberperfuss | Dwójki mężczyzn  | Rosja Aleksiej Martijanow · Nikita Tarasow | Włochy Armin Folie · Elias Gruber | Włochy Giovanni Salvadori · Manuel Gaio |

## Wyniki

### Jedynki kobiet
- Data / Początek: 8 lutego 2015

| Medal | Zawodniczka            | Narodowość | 1. zjazd | 2. zjazd | Czas    | Strata  |
| ----- | ---------------------- | ---------- | -------- | -------- | ------- | ------- |
|       | Daria Małejewa         | Rosja      | 55,12    | 55,17    | 1:50,29 | -       |
|       | Sara Bachmann          | Włochy     | 55,22    | 55,12    | 1:50,34 | +0,05   |
|       | Greta Pinggera         | Włochy     | 55,43    | 55,83    | 1:51,26 | +0,97   |
| 4.    | Łubow Starikowa        | Rosja      | 55,84    | 56,13    | 1:51,97 | +1,68   |
| 4.    | Michelle Diepold       | Austria    | 56,09    | 56,88    | 1:51,97 | +1,68   |
| 6.    | Alexandra Pffatner     | Włochy     | 56,30    | 56,68    | 1:52,98 | +2,69   |
| 7.    | Maria Auer             | Austria    | 56:54    | 57,10    | 1:53,64 | +3,35   |
| 8.    | Greta Oberrauch        | Włochy     | 57,26    | 57,22    | 1:54,48 | +4,19   |
| 9.    | Aleksandra Winogradowa | Rosja      | 58,08    | 57,98    | 1:56,06 | +5,77   |
| 10.   | Vanessa Stadler        | Austria    | 58,70    | 1:00,17  | 1:58,87 | +8,58   |
| 11.   | Vanessa Markt          | Austria    | 1:00,66  | 1:01,19  | 2:01,85 | +11,56  |
| 12.   | Anastasia Sljusar      | Ukraina    | 1:00,77  | 1:01,12  | 2:01,89 | +11,60  |
| 13.   | Martina Rowold         | Niemcy     | 1:02,22  | 1:02,15  | 2:04,37 | +14,08  |
| 14.   | Asuman Bayrak          | Turcja     | 1:12,86  | 1:09,08  | 2:21,94 | +31,65  |
| 15.   | Regina Rowold          | Niemcy     | 1:11,61  | 1:10,61  | 2:22,22 | +31,93  |
| 16.   | Kubra Nur Kilic        | Turcja     | 1:39,80  | 1:44,73  | 3:24,53 | +134,24 |

### Jedynki mężczyzn
- Data / Początek: 8 lutego 2015

| Medal | Zawodniczka            | Narodowość | 1. zjazd | 2. zjazd | Czas    | Strata |
| ----- | ---------------------- | ---------- | -------- | -------- | ------- | ------ |
|       | Dominik Kirchmair      | Austria    | 53,99    | 54,34    | 1:48,33 | -      |
|       | Aleksiej Martjanow     | Rosja      | 54,75    | 55,20    | 1:49,95 | +1,62  |
|       | Thomas Unterholzner    | Włochy     | 55,05    | 55,01    | 1:50,06 | +1,73  |
| 4.    | Marius Schmeler        | Niemcy     | 55,11    | 55,07    | 1:50,18 | +1,85  |
| 5.    | Armin Folie            | Włochy     | 55,52    | 55,32    | 1:50,84 | +2,51  |
| 6.    | Lukas Gasser           | Włochy     | 55,43    | 55,56    | 1:50,99 | +2,66  |
| 7.    | Thomas Hörburger       | Austria    | 55,92    | 55,43    | 1:51,35 | +3,02  |
| 8.    | Laurin Jak Kompatscher | Włochy     | 55,75    | 55,98    | 1:51,73 | +3,40  |
| 9.    | Philip Haselrieder     | Włochy     | 55,72    | 56,80    | 1:52,52 | +4,19  |
| 10.   | Florian Markt          | Austria    | 55,92    | 56,61    | 1:52,53 | +4,20  |

### Dwójki mężczyzn
- Data / Początek: 8 lutego 2015

| Medal | Zawodnicy                           | Narodowość | 1. zjazd | 2. zjazd | Czas    | Strata |
| ----- | ----------------------------------- | ---------- | -------- | -------- | ------- | ------ |
|       | Aleksiej Martijanow Nikita Tarasow  | Rosja      | 59,20    | 57,63    | 1:56,83 | -      |
|       | Armin Folie Elias Gruber            | Włochy     | 59,62    | 58,75    | 1:58,37 | +1,54  |
|       | Giovanni Salvadori Manuel Gaio      | Włochy     | 1:01,23  | 1:02,20  | 2:03,43 | +6,60  |
| 4.    | Josef Limmer Oliver Schiller        | Niemcy     | 1:04,76  | 1:03,23  | 2:07,99 | +11,16 |
| 5.    | Maxi Leiner Maxi Seidl              | Niemcy     | 1:07,15  | 1:04,62  | 2:11,77 | +14,94 |
| 6.    | Muhammed Dellalbasi Coskun Ercoskun | Turcja     | 1:12,53  | 1:06,72  | 2:19,25 | +22,42 |

## Klasyfikacja medalowa
| Miejsce | Państwo | złoto | srebro | brąz | Razem |
| ------- | ------- | ----- | ------ | ---- | ----- |
| 1.      | Rosja   | 2     | 1      | 0    | 3     |
| 2.      | Włochy  | 0     | 2      | 3    | 4     |
| 3.      | Austria | 1     | 0      | 0    | 1     |